# تود فرانس
تود فرانس (بالإنجليزية: Todd France)‏ هو لاعب كرة قدم أمريكية أمريكي، ولد في 14 فبراير 1980 في توليدو في الولايات المتحدة.

## وصلات خارجية
- تود فرانس على موقع مرجع كرة القدم المحترفة.كوم (الإنجليزية)